# Шеннон Барке
Шеннон Барке (англ. Shannon Bahrke, вимовляється BAR-kee , 7 листопада 1980) — американська фристайлістка, призер Олімпійських ігор.
Шеннон Барке спеціалізується в могулі, виступає на етапах Кубка світу з 1999. На її рахунку дві олімпійські медалі й дві медалі чемпіонатів світу. У Солт-Лейк-Сіті вона була другою, а у Ванкувері — третьою. На чемпіонатах світу успіх приходив до неї в 2003 та 2007 роках, в обох випадках у паралельному могулі.
Крім фристайлу, Шеннон захоплюється мотоспортом.
У житті поза спортом Барке разом із своїм нареченим Меттом Геппі організували компанію з випуску обсмажених кавових зерен — Silver Bean Coffee.

## Зовнішні посилання
- Досьє на сайті FIS